# Сільваші Тіберій Йосипович
Тібе́рій Йосипович Сільваші́ (народився 13 червня 1947 у м. Мукачево, Закарпатська обл., СРСР) — український художник-абстракціоніст, лауреат Національної премії України імені Тараса Шевченка 2022 року. Картини Сільваші зберігаються у музеях [джерело?] Мюнхена, Відня, Нью-Джерсі, Запоріжжя, Харкова, Ужгорода, Києва, у зібранні (колекції) образотворчого мистецтва Градобанку, а також у приватних колекціях в Європі та США. Живе і працює в Києві. Представник    Нової хвилі.

## Життєпис
У 1962—66 роках навчався у республіканській художній школі імені Т. Шевченка у Києві. З 1965 по 1972 роки навчався у Київському державному художньому інституті. З 1978 року — член спілки художників України.
З 1988-1992р. був членом управління спілки художників. 
Захопився абстрактним мистецтвом,  але в радянскі часи  не міг виставляти ці «формалістичні» твори,  які деякий не охоче брали на офіційні виставки. «..Є живописці, які живуть у потоці кольору й «прислуховуються» до нього. Так от, я - живописець, який не малює, а «вирощує» живопис».
У 1992 році  - один із засновників мистецької груп «Паркомуна» і «Живописний заповідник», теоретик «кольоропису».[джерело?]
У 1995 отримав нагороду "Художник року" та стипендію від муніципалітету Мюнхена.
Був куратором для проєктів "Ненаративність" (1996 р.) та "Бієнале нефігуративного живопису" (1998 р.) на міжнародному артфестивалі.
Є членом групи "Альянс22" .
Перша виставка відбулася в 1993 році в Тулузі, Франція. Мав близько 40 персональних виставок.
Був членом журі студентського конкурсу "Срібний мольберт" (2016р.)

## Мистецтво
Займався також розробкою теорії сучасного мистецтва є автором текстів та есе. Намагався розсунути межі картини  (прості картина і глядач це і є витвір мистцецтва).
Співпраця:
- «Щербенко АРТ-Центр»
- «Ya Gallery» Павла Гудімова (Київ)
- «Diehl Gallery» (Берлін)
- «Theca Gallery» (Мілан)[2]

## Відзнаки
- Лауреат Національної премії України імені Тараса Шевченка 2022 року за інсталяцію «Крила»[3].